# Lomatium angustatum
Lomatium angustatum là một loài thực vật có hoa trong họ Hoa tán. Loài này được (J.M. Coult. & Rose) H. St. John mô tả khoa học đầu tiên năm 1929.